# Habropoda hainanensis
Habropoda hainanensis là một loài Hymenoptera trong họ Apidae. Loài này được Wu mô tả khoa học năm 1991.